# سبايدر رايدرز
سبايدر رايدرز (باليابانية: スパイダーライダーズ ~オラクルの勇者たち~، بالروماجي: Supaidā Raidāzu Orakuru no Yūsha-tachi) (بالإنجليزية: Spider Riders) هي سلسلة روايات خيال علمي، نشرت من قبل Newmarket Press في ديسمبر عام 2004. أنتجت مسلسل أنمي تلفزيوني من قبل استوديو بي تراين، عرض الأنمي في 5 أبريل عام 2006 واستمر عرضه 27 سبتمبر عام 2006، وتكون من 26 خلقة. عرض الموسم الثاني في 14 أبريل عام 2007 واستمر عرضه 13 أكتوبر عام 2007،وتكون من 26 حلقة.

## القصة
تدور أحداث القصة عن هنتر ستيل هو فتى عمره أحد عشر عام، يبحث عن طريق العالم الأسطوري اتباعًا لتعليمات جده. يدخل كهف حيث يجد قيد غامض على ذراعه. يباغت هنتر عنكبوت الذي يوقعه في حفرة، وينتقل إلى
عالم اسمه أراشنا، وهناك يكتشف مجموعة من النخبة المحاربين تكافح من أجل البقاء على قيد الحياة، من أجل حماية أراشنا من الهجوم.

## الشخصيات

### سبايدر رايدرز
هنتر ستيل
مؤدي الصوت: موتوكو كوماي
كورونا
مؤدية الصوت: سايكو تشيبا
إيغيوس
مؤدي الصوت: تاكيهيتو كوياسو
برنس لومين
مؤدي الصوت: كوميكو هيجا
برنسيس سباركل
مؤدية الصوت: كاوري شيميزو
ماغما
مؤدي الصوت: كينيا كوتاني
أكون
مؤدية الصوت: ساناي كوباياشي

### باتل سبايدر
شادو
مؤدي الصوت: تاكاشي كوندو
فينوس
مؤدية الصوت: ساناي كوباياشي
إيبوني
مؤدي الصوت: كينتا مياكي
هوتارلا
مؤدية الصوت: يو أساكاوا
بروتوس
مؤدي الصوت: شيغيرو تشيبا
بورتيا
مؤدية الصوت: كوميكو هيجا

## وصلات خارجية
- الموقع الرسمي
- سبايدر رايدرز نسخة محفوظة 12 أغسطس 2020 على موقع واي باك مشين. على موقع بي تراين
- سبايدر رايدرز على موقع تلفزيون طوكيو
- سبايدر رايدرز على موقع IMDb (الإنجليزية)
- سبايدر رايدرز على موقع ميتاكريتيك (الإنجليزية)
- سبايدر رايدرز على موقع فيلمافينيتي (الإسبانية)
- سبايدر رايدرز على موقع كينوبويسك (الروسية)
- سبايدر رايدرز على موقع قاعدة بيانات الفيلم (الإنجليزية)
- سبايدر رايدرز على موقع ANN anime (الإنجليزية)